# Traitsching
Traitsching – miejscowość i gmina w Niemczech, w kraju związkowym Bawaria, w rejencji Górny Palatynat, w regionie Ratyzbona, w powiecie Cham. Leży w Lesie Bawarskim, około 8 km na południe od Cham, przy drodze B20.

## Dzielnice
W skład gminy wchodzą następujące dzielnice: Atzenzell, Birnbrunn, Loifling, Obergoßzell, Sattelbogen, Sattelpeilnstein, Traitsching.

## Oświata
(na 1999)

W gminie znajduje się 75 miejsc przedszkolnych (97 dzieci) oraz szkoła podstawowa (17 nauczycieli, 306 uczniów).